# Jennifer Carpenterová
Jennifer Carpenterová (* 7. prosince 1979, Louisville, Kentucky, Spojené státy americké) je americká herečka. Její nejznámější role jsou Emily Roseová ve filmu V moci ďábla, Debra Morganové v seriálu Dexter a hlavní role v hororu z roku 2008 s názvem Karanténa. V letech 2015–2016 hrála Rebeccu Harris v seriálu Limitless.

## Dětství
Narodila se v Louisville v Kentucky jako dcera Catherine a Roberta Carpenterových. Navštěvovala Sacred Heart Academy. Trénovala v programu konzervatoře ve Walden Theatre a později v Juilliard School v New Yorku. Před maturitou byla obsazena do Broadwayské hry od Athura Millera The Crucible, kde se s ní objevili Liam Neeson a Laura Linney.

## Kariéra
Poprvé zaujala kritiky ve filmu V moci ďábla. Za tento film vyhrála v roce 2006 MTV Movie Award v kategorii „Nejlepší vystrašený výkon“ a také získala Hollywood Life Breakthrough Award. Ve stejném roce byla také jmenována „Průlomovým umělcem“ na Scream Awards. V současné době hraje roli Debry Morganové v televizním seriálu Dexter. Seriál měl premiéru na televizní stanici Showtime 1. října 2006. Její ztvárnění sestry hlavního hrdiny přilákalo pozornost některých kritiků; australský novinář Jack Marx popsal její ztvárnění „cool a neohrabané“ Debry jako „tak perfektní, že si zřejmě mnoho diváků spletlo nedostatky postavy s nedostatky herečky“.
V roce 2011 si zahrála mimo Broadway ve hře Gruesome Playground Injuries v Second Stage Theatre a jako host se objevila v seriálu The Good Wife. V lednu 2014 bylo oznámeno, že si zahraje v seriálu stanice ABC Sea of Fire agentku FBI Leah Pierce. Seriál však stanicí nebyl vybrán. V srpnu 2014 bylo potvrzeno, že propůjčí svůj hlas do videohry The Evil Within.
Na začátku roku 2015 byla osazena do seriálu stanice CBS Limitless.

## Osobní život
V roce 2007 začala chodit se svým kolegou ze seriálu Dexter, Michaelem C. Hallem, který hraje jejího nevlastního bratra. Na Silvestra 2008 utekli do Kalifornie a poprvé se objevili jako manželský pár na předávání Zlatých glóbů v lednu 2009. V prosinci 2010 oznámili, že podali žádost o rozvod poté, co „po nějakou dobu“ žili odděleně. V prosinci 2011 se rozvedli.
V roce 2013 začala chodit s folkovým muzikantem Sethem Avettem. V únoru 2015 oznámili zasnoubení a očekávání prvního potomka. V květnu porodila syna Isaaca. Dvojice se vzala v květnu 2016.

## Filmografie
| Rok  | Název                                         | Role                                   | Poznámky                         |
| ---- | --------------------------------------------- | -------------------------------------- | -------------------------------- |
| 1999 | Nice Guys Sleep Alone                         |                                        | Nekreditovaná role               |
| 2001 | People Are Dead                               | Angely kamarádka                       |                                  |
| 2003 | Ash Tuesday                                   | Samantha                               | také pod názvem Beyond the Ashes |
| 2004 | Agentky D.E.B.S.                              | Hysterická studentka                   |                                  |
| 2004 | Někdo to rád blond                            | Lisa                                   |                                  |
| 2005 | Last Days of America                          | Kamarádka z New Yorku                  |                                  |
| 2005 | Lethal Eviction                               | Sarah / Tessi / Beth                   |                                  |
| 2005 | V moci ďábla                                  | Emily Rose                             |                                  |
| 2006 | The Dog Problem                               | Zrzavá servírka                        |                                  |
| 2008 | Vzpoura v Seattlu                             | Sam                                    |                                  |
| 2008 | Karanténa                                     | Angela Vidal                           | Hlavní role                      |
| 2010 | Faster                                        | Nan Porterman                          |                                  |
| 2011 | Vendeta                                       | Trudy                                  |                                  |
| 2012 | Zmizelá                                       | Sharon Ames                            |                                  |
| 2012 | Únos                                          | Kelsey Walker                          |                                  |
| 2012 | Ex-Girlfriends                                | Kate                                   | Také výkonná producentka         |
| 2014 | The Devil's Hand                              | Rebekah                                |                                  |
| 2014 | Avengers Confidential: Black Widow & Punisher | Natasha Romanooff / Black Widow (hlas) | anglická verze                   |

## Televize
| Rok        | Název              | Role                 | Poznámky                           |
| ---------- | ------------------ | -------------------- | ---------------------------------- |
| 2004       | Queen B            | Kristen              | TV pilot                           |
| 2006– 2013 | Dexter             | Debra Morganová      | Hlavní role, 96 epizod             |
| 2009       | Dexter: Early Cuts | Debra Morgan (hlas)  | 2 epizody                          |
| 2011       | The Good Wife      | Pamela Raker         | Epizoda: Parenting Made Easy       |
| 2011–2013  | Pound Puppies      | Pepper (hlas)        | 5 epizod                           |
| 2014       | Robot Chicken      | Různé postavy (hlas) | Epizoda: Victoria's Secret of NIMH |
| 2015–2016  | Limitess           | Rebecca Haris        | Hlavní role                        |
| 2019       | The Enemy Within   | Erica J. Shepherd    | Hlavní role, 13 epizod             |